# Інка Пачакутек
Інка Пачакутек Юпанкі (*Pacha Kutiy Inqa Yupanki, бл.1400 —1471) — 9-й Капак Інка володар держави інків та 1-й Сапа Інка (імператор) Тауантінсую у 1438–1471 роках, визначний реформатор, поет. Під час правління Пачакутека імперія інків розширилася від озера Тітікака в центральних Андах до Хуніну.

## Життєпис

### Боротьба за владу
Походив з династії Верхнього Куско. Був сином Капак Інку Віракоча Інка. При народжені отримав ім'я Кусі. Отримав гарну освіту в школі. З незрозумілих обставив його було заслано до місцини Чіта, де протягом 3 років пас лам. У 1438 році армія племені чанка, чисельністю у 40 тис. вояків, взяло в облогу столицю інків Куско. Кусі Юпанкі разом з братами Рока та Тупак Уарочірі, верховним жерцем Храму Сонця, очолив військо інків та зняв облогу зі столиці, захопивши символ чанків — мумію їх предка Ускоуількі. Потім за допомогою союзників Куско, знищивши основні сили ворога в битві при Ічупампі. Ця подія дозволило йому стати на чолі держави, замінивши свого старезного батька, Віракоча Інки та офіційного спадкоємця Інка Урко, що сховалися від ворогів у фортеці Калка. Після цього переміг Інка Урко, що намагався захопити Куско. Урко загинув на полю бою або його страчено після битви. Водночас до держави Куско були приєднані землі чанка, а Інки стали володарями Центральних Анд.

### Зовнішня політика
У 1438 році після перемоги над чанка та власним братом Кусі провів масштабну церемонію сходження на трон, прийнявши ім'я Пачакутека Юпанкі Капака Інтічурі (часто називають його Пачакутек, тобто «Перетворювач Світу») та змінивши титул з Капак Інка (володар інків) на Сапа Інка (Єдиного Інки), а держава стала зватися Тауантінсую. Того ж року рушив проти державного утворення народу аярмаків (на північ від Куско), яке загрожувало державі інків. Внаслідок запеклої битви Пачакутек здолав супротивників, остаточно підкоривше цей народ. Тим самим було забезпечено безпеку столиці інків. Надалі став поступово розширювати кордони своєї держави: було захоплено держави Ольянтайтамбо, Тог'яро, Хуакаро.
Наступник кроком розпочалося повне підкорення народу начанка на чолі із сапою Тупаком Уаском. Військами інків були підкорені чанки в області сучасного міст Андауайлас, Уранмарка та державу чанка зі столицею в Вілкашуамані. Незабаром захоплено місто Уаманго, перейменовано на Інкауасі (сучасне м.Аякучо). Тоді ж було захоплено священе місто андських народів — Пачакамак.
У 1447 році армія інків на чолі із Апо Конде Маято виступила проти держави Колья (утворення народу аймара), яку очолював володар Чучі Капак. Для більшого успіху Пачакутек приєднався до армії Апо з новою потугою. Війська Кольї зазнали повної поразки у двох битвах при Аявірі та Пукара, а Чучі Капак потрапив у полон. Державу Колья було приєднано до імперії інків. Наступним було приєднано місто-державу Арекіпу. На чолі війська підкоривши інши області переможеної держави, ставши першим інкою, хто вийшов до узбережжя Тихого океану. Звідси він привіз до Куско величезного кита. Намісником провінції (апо) Кольасую було призначено сина імператора Інку Амару.
У 1460 році війська на чолі із братом імператора, Капак Юпанкі, атакували державу Чимор. Проте здолати її не вдалося, лише розширити володіння інків до кордонім Чимору, захопивши місто-державу Кахамарка.
У 1465 році Капак Юпанкі, після довгих битв при Тармі та Пумпу зміг завоювати народ уанка в області Хунін. Однак після наступного невдалого походу в Уануко, в якому з війська інків дезертирували багато бійців завойованих чанка на чолі із Анко Айлью, в результаті чого інки зазнали тяжкої поразки у битві при річці Янамайо. За це Сапа Інка Пачакутек наказав стратити свого брата у м. Ліматамбу. З військом до Куско повернувся принц Апу Янкі.
В цей же період назвав свого сина Тупак Юпанкі (перед тим скасував своє початкове рішення призначити спадкоємцем трону сина Амару, оскільки у них з'явилися розбіжності в питаннях управління державою), який успадкував владу після смерті Пачакутека у 1471 році. Його тіло було перетворено на мумію та поховано у Храмі Грому в Куско.

### Внутрішня політика
У внутрішній політиці Сапа Інка розвинув інфраструктуру і зміцнив економіку країни шляхом впровадження нових технік у сільському господарстві. Задля поліпшення економічної міці держави Пачакутек унормував процес сплати данини (на кшталт податків) різними містами, провінціями та залежними народами.
Він багато уваги приділяв розбудові столиці імперії — було знесено історичний центр навколо храму Коріканчі, де були зведені нові квартали, площі, каналів, резервуарів для зберігання води. З цього моменту тут могли селитися лише представники династії та вищої знаті. Для себе Пачакутек обрав квартал Кондорканчу, де оселився у палаці Коракора. Позаду нього було зведено нову будівлю школи-ячауасі.
За наказом Пачакутека споруджується величний Храм Сонця в Куско, який повинен був підкреслити велич імперії та династії. Храм Сонця в Куско був перетворений на пантеон регіональних богів, куди були доставлені головні ідоли всіх «королівств» і «провінцій», підкорених Пачакутеком. Сонце ставало верховним божеством для всіх, а релігійні ритуали на місцях повторювали ритуали Куско. Також зводилися численні храми, присвячені стихіям природи.
Столиці захоплених держав перетворювалися в центри адміністративного управління. В найбільш значущих споруджувалися храми, що символізували могуть правлячої династії інків. Найвідомішим став храм Сонця у Вілкашуамані. За наказом імператор зведено потужну фортецю Саксайуаман. За правління цього Інки була остаточно сформульована «концепція» божественного походження Інків, «узаконила» непорушність їх права керувати іншими людьми.
За підсумками розширення держави проведено адміністративну реформу: як окрему одиницю виділено Куско, створено провінції (сую) — Антісую, Кунтісую, Чинчайсую, Кольясую. Саме за цього володарю держава отримала назву Тауантінсуя (Чотири сторони світу, тобто провінції, об'єднані разом). Пачакутеком було впроваджено воєнізований поділ усього населення на «п'ятірки», «десятки», «п'ятдесятки», налагоджений найсуворіший поголовний облік всіх видів трудової діяльності населення і одержуваного в результаті продукту.
Задля зміцнення держави запровадив мітмакун (економічної та культурної колонізації). За наказом Сапа Інки групи інків спрямовувалися в захоплені держави та землі, де розповсюджували свою культури (створювали відповідні навчальні заклади), навички сільського господарства, ремесел. У такий спосіб Пачакутек намагався прив'язати підкорені народи. На нове місце переводилася вся цілком «адміністративна одиниця» — громада, селище, провінція, включно з місцевою (племінною) владою. Кількість колоністів сягала до 100–200 тис. осіб. Повсюдно почала насаджуватися руна сімі — загальна мова, тобто кечуа.
Пачакутек провів правову реформу, створивши фактично кодекс карного право, який став основою для подальшим імператорів інків. Наступні правителі лише доповнювали кодекс.
Скликав у Куско своєрідний конгрес істориків і наказав присутнім амауту (мудрицям) на ньому написати для нього справжню «історію світу». Ця всесвітня історія (фактично історія інків) була відображена на великих полотнах-кіпу, розміщених на стінах свого роду державного історичного архіву, що називався Пукінканча. Она існувала за наступних імператорів й була знищена іспанськими конкістадорами.
За наказом Пачакутека було проведено «теологічний собор» у Корінканчі, де імператор виступив за відновлення культу бого-творця Кон-Тікі Віракочі. При цьому Сонце повинно було позбутися статуса верховного божества. Проте ці релігійні погляди імператора підтримала лише аристократія та представники правлячої династії.

## Творчість
Інка Пачакутек відомий як автор поетичних творів, зокрема коротких віршів. Найвідомішим є той, який Пачакутек написав напередодні смерті — «Я був народжений наче лілія в саду». За легендою він започаткував традицію складання гімнів на честь бога-творця Віракочі.
Також відомий як автор численних максим, з яких відомою є «Куско — це імперія, а імперія — це Куско», «Той, хто намагається порахувати зірки, не вміючи вважати фішки і вузликів від рахунків, гідний сміху», «Лікар або знахар, який ігнорує корисність трав або дізнався про деякі з них і не прагне дізнатися про всі, знає мало або нічого не знає», «Сп'яніння, лють і безумство однакові, тільки перші виникають добровільно, і вони можуть змінитися, а третє дано навічно», «Судді, які таємно беруть підношення від негоціантів і від конфліктуючих сторін, повинні вважатися злодіями і як такі каратися смертю», «Коли піддані підкоряються у всьому, у чому можуть, не проявляючи будь-якого протиріччя, володарі і губернатори повинні ставитися до них милостиво; в іншому випадку — суворо і справедливо, проте завжди розсудливо».
З ім'ям Пачакутека пов'язана єдина на тепер відома інкська драма «Апу-Ольянтай».